# Ksienija Sitnik
Ksienija Michajłauna Sitnik (biał. Ксенія Міхайлаўна Сітнік; ur. 15 maja 1995 w Mozyrzu) – białoruska piosenkarka.  Zwyciężczyni 3. Konkursu Piosenki Eurowizji Junior (2005).

## Życiorys
Jest córką przedsiębiorcy Michaiła Sitnika i Swiatłany Stacenki, dyrektorki Narodowego Centrum Sztuk Muzycznych im. Uładzimira Mulawina. Ma starszą siostrę Anastasiję.
W 2004 wystąpiła na festiwalach Falling Stars w Nowej Rudzie i Załataja pczołka w Klimowiczach. W lipcu 2005 otrzymała pierwszą nagrodę na festiwalu Słowiański Bazar w Witebsku. 26 listopada 2005, reprezentując Białoruś z utworem „My wmiestie”, zwyciężyła w finale 3. Konkursu Piosenki Eurowizji Junior. W tym samym roku wydała debiutancki album studyjny, również zatytułowany My wmiestie. Pięć lat później wydała płytę pt. Riespublika Ksienija. W listopadzie 2021 wydała album pt. Junost, który nagrała i współtworzyła z Witalijem Gierasimczikiem.

## Dyskografia
- My wmiestie (2005)
- Riespublika Ksienija (2010)
- Junost (2021)